# Amplinus bitumidus
Amplinus bitumidus är en mångfotingart som först beskrevs av Loomis 1969.  Amplinus bitumidus ingår i släktet Amplinus och familjen Aphelidesmidae. Inga underarter finns listade i Catalogue of Life.